# Нашествие (фильм)
На основе одной из лучших драм Леонида Леонова «Нашествие» Роом снял лучший фильм военного времени о войне — как философскую героическую трагедию.
«Нашествие» — советский фильм 1944 года режиссёра Абрама Роома. Драматическая киноповесть по мотивам одноимённой пьесы Леонида Леонова, написанной в 1941 году, отмеченной Сталинской премией 1-й степени, а за фильм уже режиссёр и актёры удостоены премии 2-й степени.

## Сюжет
Фёдор Таланов выходит из заключения. Тремя годами ранее — в 1938-м, он был осуждён за покушение на убийство по мотивам ревности. За плечами — тюрьма, впереди — неизвестность. Потому что идёт 1941 год и потому что город, в котором живёт семья Фёдора Таланова, оккупирован фашистами…

В фильме Абрама Роома «Нашествие» (1944), снятом по одноимённой пьесе Леонида Леонова, героем стал урка, человек, вернувшийся из тюрьмы по бытовой статье, некто Фёдор Таланов, сын уважаемого городского врача, чьё пребывание в «местах не столь отдалённых» лежит позором на семье: с недоверием к вернувшемуся домой «блудному сыну» относятся даже родители.— киновед Нея Зоркая, 2017 год

## В ролях
- Олег Жаков — Фёдор Иванович Таланов
- Владимир Гремин — Иван Тихонович Таланов, его отец
- Ольга Жизнева — Анна Николаевна Таланова, его мать
- Людмила Глазова — Ольга Ивановна Таланова, его сестра
- Зинаида Морская — Демидьевна
- Людмила Шабалина — Аниска, внучка Демидьевны
- Валерьян Валерский — Колесников, предрайисполкома
- Василий Ванин — Николай Сергеевич Фаюнин
- Григорий Шпигель — Кокорышкин, предатель Родины, немецкий прихвостень по кличке Муха
- Святослав Астафьев — Александр Митрофанович Масальский
- Михаил Эпельбаум — Вальтер Шпурре
- Владимир Балашов — Павел, подпольщик
- Пётр Званцев — немецкий генерал

## История
Пьеса «Нашествие» была написана Леоновым в декабре 1941 — апреле 1942 года. Первый показ пьесы прошёл в эвакуации в Чистополе, в 1943 году её поставили в столице Малый театр и Театр имени Моссовета: и если Фёдора Таланова играл М. Астангов, то Фаюнина — В. Ванин, который исполнил эту роль и в фильме.
Фильм снимался в 1944 году в эвакуации в Алма-Ате на Центральной Объединённой киностудии, в павильонах (в основном действие фильма происходит в помещениях), однако режиссёру Роому нужна была натура — её он снимал в Калинине, пережившем военную трагедию и оккупацию, что придало фильму большую достоверность.
Фильм вышел на экраны в феврале 1945 года.
В 1946 году за создание фильма Сталинской премией 2-й степени были награждены режиссёр Абрам Роом и актёры Олег Жаков и Василий Ванин.
В 1968 году фильм восстановлен на киностудии «Мосфильм».

## Критика
Фильм считается одной из лучших работ режиссёра и относится к числу лучших фильмов, снятых во время войны, при этом киновед Марк Ефимович Зак заметил, что фильм именно про войну, хотя изображение войны как таковой в нём ограничивается начальными кадрами — «всё это прерывается грозной тишиной, в которой зритель прямо-таки слышит взволнованное дыхание затравленных людей. Яркими штрихами передаёт Роом настроение оккупированного города и атмосферу событий».
Отмечено, что герой пьесы и фильма — необычный для литературы и советского экрана. Журнал «Киноведческие записки» писал, что история, рассказанная фильмом, «благодаря в первую очередь актёрскому ансамблю на диво точна в акцентах. Решающая заслуга в такой расстановке акцентов принадлежит исполнителю главной роли». Так же и журналом «Искусство кино» было замечено, что «самое сильное и самое живое в этой картине — образ Фёдора Таланова», и дана высокая оценка игре исполнителя главной роли: «образ трагический, воплощённый Олегом Жаковым с необычайной психологической остротой».

«Нашествие» — одна из счастливейших страниц жизни А. Роома: редкое удовлетворение в момент завершения работы; высокое признание кинематографической общественности. «Нашествие» в высшей степени принципиально представляло советское киноискусство на послевоенном экране Италии, вместе с лучшими нашими фильмами 30-х и 40-х годов создавая ту живительную эстетическую атмосферу, в которой зарождался неореализм.— киновед Ирина Гращенкова, 1977 год

«Нашествие» (1944) Роома — были не чем иным, как мелодрамой, прочитанной как народная трагедия. Особенно это очевидно в фабуле «Нашествия», чисто мелодраматической по своей сути: герой, изгнанный своей семьёй по обвинению в преступлении, ценой жизни отвоёвывает расположение родственников, демонстрируя благородство, сиречь добродетель. Удостоив Сталинской премии, этот фильм постарались далее забыть.— киновед Любовь Аркус, 2001 год

В картине по пьесе Леонова, как и в самой пьесе, — сама атмосфера трагическая, предгрозовая, а затем — грозовая, чёрная, гнетущая. Чего стоит только финал, где мать и отец смотрят на повешенного сына. Роом долгое время с гордостью вспоминал, как высоко Сергей Эйзенштейн оценивал «Нашествие». Что ж, Эйзенштейн знал толк в кино.— писатель Захар Прилепин, 2010 год